# Страсти по Луке
Страсти по Луке (лат. Passio et mors Domini nostri Jesu Christi secundum Lucam) — сочинение Кшиштофа Пендерецкого для хора и оркестра, написанное в 1965 году. В основе произведения — тексты из Евангелия от Луки, Stabat Mater и других источников. Одно из крупнейших сочинений композитора. Премьера состоялась 30 марта 1966 года в Мюнстере под управлением Хенрика Чижа.

## История создания и структура
Работа над «Страстями по Луке» велась четыре года. Пендерецкий стал первым композитором, обратившимся через 200 лет после Баха к жанру пассионов. Отталкиваясь от баховской формы, автор насытил её театральными современными эффектами. В музыкальной эволюции композитора это был кардинальный отход от авангардистского направления.
В произведении скрестились музыкальные традиции баховского барокко, додекафонии, соноризма в трактовке хоровых и инструментальных партий. Присутствуют кластеры, элементы серийной техники, лейтмотив BACH и др. Помимо пения хор говорит, шепчет, кричит, смеётся, свистит и т. п.

## Состав хора и оркестра
Произведение включает большой состав вокалистов: чтец (выступающий в роли евангелиста), солисты (сопрано, бас и баритон) — исполнители разных ролей, три смешанных хора, хор мальчиков.
В состав оркестра входят:
- Деревянные духовые (4 флейты, 2 флейты-пикколо, альт-флейта, бас-кларнет, 2 альт-саксофона, 3 фагота, контрафагот)
- Медные духовые (6 валторн, 4 трубы, 4 тромбона, туба)
- Ударные (литавры, большой барабан, 6 там-тамов, бонги, малый барабан, кнут, 4 темпл-блока, гуиро, клавы, 4 тарелки, 2 гонга, трубчатые колокола, вибрафон)
- Клавишные (фортепиано, орган, фисгармония)
- Струнные (24 скрипки, 10 альтов, 10 виолончелей, 8 контрабасов, арфа)

## Содержание

### Часть I
1. O crux ave (гимн)
2. Et egressus ibat (На Масличной горе)
3. Deus meus (ария)
4. Domine, quis habitabit (ария)
5. Adhuc eo loquente (Пленение)
6. Ierusalem
7. Ut quid, Domine (псалом)
8. Comprehendentes autem eum (Отречение Петра)
9. Iudica me, Deus (ария)
10. Et viri, qui tenebant illum (Глумление у первосвященника)
11. Ierusalem (ария)
12. Miserere mei, Deus (псалом)
13. Et surgens omnis (У Пилата: приговор)

### Часть II
1. Et in pulverem (псалом)
2. Et baiulans sibi crucem
3. Popule meus (импроперий)
4. Ibi crucifixerunt eum (Распятие)
5. Crux fidelis (ария)
6. Dividentes autem vestimenta eius
7. In pulverem mortis (псалом)
8. Et stabat populus (Глумление толпы)
9. Unus autem (Между разбойниками)
10. Stabant autem iuxta crucem
11. Stabat Mater (секвенция)
12. Erat autem fere hora sexta (Смерть Христа)
13. Alla breve (Оплакивание)
14. In pulverem mortis… In te, Domine, speravi (псалом)

## Дискография
- Stefania Woytowicz (сопрано), Andrzej Hiolski (баритон), Bernard Ladysz (бас), Rudolf Jürgen Bartsch (чтец), Детский хор Бад-Тёльца, Хор Кёльнского радио, Симфонический оркестр Кёльнского радио, дирижёр Хенрик Чиж; Harmonia Mundi, 1967 (запись 1-2 апреля 1966).
- Stefania Woytowicz (сопрано), Andrzej Hiolski (баритон), Bernard Ladysz (бас), хор, детский хор и оркестр Краковской филармонии, дирижёр Генрик Чиж; Philips, 1967.
- Хор Варшавской филармонии, Симфонический оркестр Польского радио, дирижёр К. Пендерецкий; Argo, 1989
- Хоры WDR и NDR, Бетховенский оркестр (Бонн), дирижёр Marc Soustrot; MDG, 1999.
- Izabella Klosinska (сопрано), Adam Kruszewski (баритон), Romuald Tesarowicz (бас), Krzysztof Kolberger (чтец), Хор Варшавской филармонии, Национальный филармонический оркестр Варшавы, Варшавский хор мальчиков, дирижёр Антони Вит; Naxos, 2003 (запись 2002).